# Mont-Royal (circonscription provinciale)
Pour les articles homonymes, voir Mont-Royal.
Circonscription électorale provinciale du Canada
Mont-Royal est une ancienne circonscription électorale québécoise. Elle était située sur l'île de Montréal. Lors de l'élection de 2018, elle a été fusionnée avec Outremont pour devenir la circonscription de Mont-Royal–Outremont.

## Historique
Ses limites sont inchangées lors de la réforme de la carte électorale de 2011.

## Liste des députés
| Législature                                               | Années    | Député                | Député       | Parti   |
| --------------------------------------------------------- | --------- | --------------------- | ------------ | ------- |
| Mont-Royal Créée depuis D'Arcy-McGee, Dorion et Outremont |           |                       |              |         |
| 30e                                                       | 1973–1976 |                       | John Ciaccia | Libéral |
| 31e                                                       | 1976–1981 |                       | John Ciaccia | Libéral |
| 32e                                                       | 1981–1985 |                       | John Ciaccia | Libéral |
| 33e                                                       | 1985–1989 |                       | John Ciaccia | Libéral |
| 34e                                                       | 1989–1994 |                       | John Ciaccia | Libéral |
| 35e                                                       | 1994–1998 |                       | John Ciaccia | Libéral |
| 36e                                                       | 1998–2003 | André Tranchemontagne |              | Libéral |
| 37e                                                       | 2003–2007 | Philippe Couillard    |              | Libéral |
| 38e                                                       | 2007–2008 | Pierre Arcand         |              | Libéral |
| 39e                                                       | 2008–2012 | Pierre Arcand         |              | Libéral |
| 40e                                                       | 2012–2014 | Pierre Arcand         |              | Libéral |
| 41e                                                       | 2014–2018 | Pierre Arcand         |              | Libéral |
| Dissoute dans Mont-Royal–Outremont                        |           |                       |              |         |

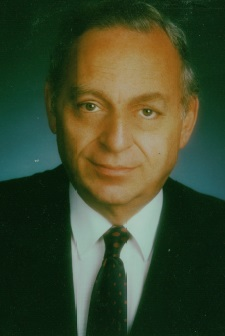
John Ciaccia, député de 1973 à 1998.
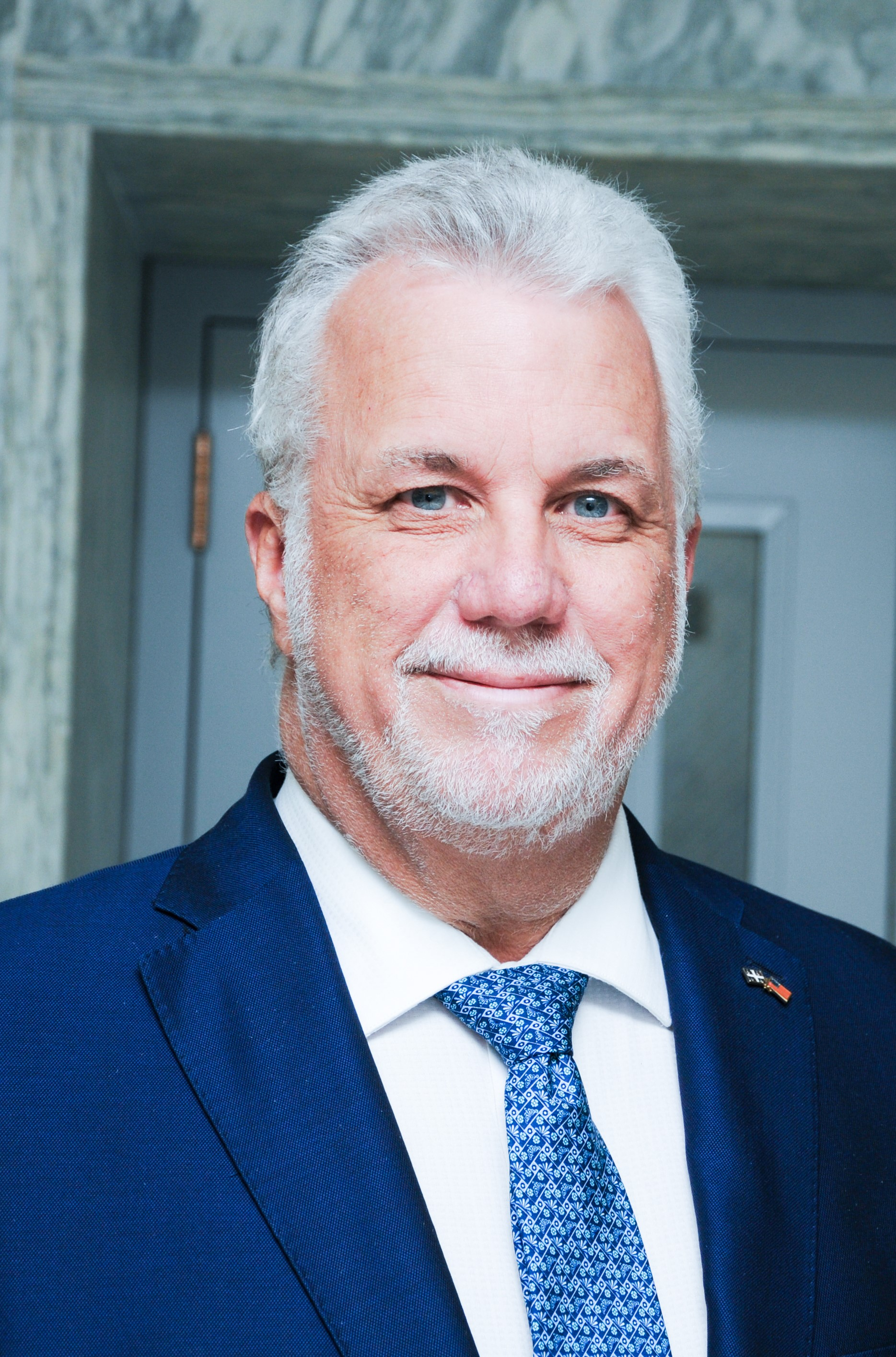
Philippe Couillard, député de 2003-2007, futur Premier ministre du Québec de 2014-2018.

## Résultats électoraux

### Évolution pour les principaux partis
| |
| - Parti libéral - Parti québécois - Crédit social (ancien) - Union nationale (ancien) - Égalité (ancien) - Action démocratique (ancien) - Québec solidaire - Coalition avenir - Parti conservateur |

### Résultats détaillés
|                                                                                             | Nom                     | Parti              | Nombre de voix | %      | Maj.   |
| ------------------------------------------------------------------------------------------- | ----------------------- | ------------------ | -------------- | ------ | ------ |
|                                                                                             | Pierre Arcand (sortant) | Libéral            | 23 297         | 80,1 % | 21 277 |
|                                                                                             | Jamilla Leboeuf         | Coalition avenir   | 2 020          | 6,9 %  | -      |
|                                                                                             | Audrey Beauséjour       | Parti québécois    | 1 603          | 5,5 %  | -      |
|                                                                                             | Roy Semak               | Québec solidaire   | 1 440          | 4,9 %  | -      |
|                                                                                             | Darryl L Giraud         | Vert               | 526            | 1,8 %  | -      |
|                                                                                             | Hélène Floch            | Conservateur       | 161            | 0,6 %  | -      |
|                                                                                             | Diane Johnston          | Marxiste-léniniste | 51             | 0,2 %  | -      |
| Total                                                                                       | Total                   | Total              | 29 098         | 100 %  |        |
| Le taux de participation lors de l'élection était de 68 % et 261 bulletins ont été rejetés. |                         |                    |                |        |        |

|                                                                                               | Nom                     | Parti                  | Nombre de voix | %      | Maj.   |
| --------------------------------------------------------------------------------------------- | ----------------------- | ---------------------- | -------------- | ------ | ------ |
|                                                                                               | Pierre Arcand (sortant) | Libéral                | 16 892         | 66,2 % | 13 505 |
|                                                                                               | Stefan Stanczykowski    | Coalition avenir       | 3 387          | 13,3 % | -      |
|                                                                                               | André Normandeau        | Parti québécois        | 2 276          | 8,9 %  | -      |
|                                                                                               | Marc-André Beauchamp    | Québec solidaire       | 1 743          | 6,8 %  | -      |
|                                                                                               | Ken McMurray            | Vert                   | 597            | 2,3 %  | -      |
|                                                                                               | Guillaume Blanchet      | Option nationale       | 363            | 1,4 %  | -      |
|                                                                                               | Amal Bouchentouf        | Coalition constituante | 177            | 0,7 %  | -      |
|                                                                                               | Diane Johnston          | Marxiste-léniniste     | 71             | 0,3 %  | -      |
| Total                                                                                         | Total                   | Total                  | 25 506         | 100 %  |        |
| Le taux de participation lors de l'élection était de 62,2 % et 266 bulletins ont été rejetés. |                         |                        |                |        |        |

|                                                                                               | Nom                     | Parti               | Nombre de voix | %      | Maj.   |
| --------------------------------------------------------------------------------------------- | ----------------------- | ------------------- | -------------- | ------ | ------ |
|                                                                                               | Pierre Arcand (sortant) | Libéral             | 12 234         | 76,3 % | 10 378 |
|                                                                                               | Simon-Robert Chartrand  | Parti québécois     | 1 856          | 11,6 % | -      |
|                                                                                               | Mario Bonenfant         | Vert                | 737            | 4,6 %  | -      |
|                                                                                               | Robbie Mahood           | Québec solidaire    | 577            | 3,6 %  | -      |
|                                                                                               | Caroline Morgan         | Action démocratique | 557            | 3,5 %  | -      |
|                                                                                               | Diane Johnston          | Marxiste-léniniste  | 69             | 0,4 %  | -      |
| Total                                                                                         | Total                   | Total               | 16 030         | 100 %  |        |
| Le taux de participation lors de l'élection était de 38,8 % et 207 bulletins ont été rejetés. |                         |                     |                |        |        |

|                                                                                               | Nom                        | Parti               | Nombre de voix | %      | Maj.   |
| --------------------------------------------------------------------------------------------- | -------------------------- | ------------------- | -------------- | ------ | ------ |
|                                                                                               | Pierre Arcand              | Libéral             | 16 056         | 70,5 % | 13 849 |
|                                                                                               | Zhao Xin Wu                | Parti québécois     | 2 207          | 9,7 %  | -      |
|                                                                                               | Alexandre Tremblay-Michaud | Action démocratique | 1 893          | 8,3 %  | -      |
|                                                                                               | Boris-Antoine Legault      | Vert                | 1 710          | 7,5 %  | -      |
|                                                                                               | Antonio Artuso             | Québec solidaire    | 801            | 3,5 %  | -      |
|                                                                                               | Diane Johnston             | Marxiste-léniniste  | 108            | 0,5 %  | -      |
| Total                                                                                         | Total                      | Total               | 22 775         | 100 %  |        |
| Le taux de participation lors de l'élection était de 54,5 % et 270 bulletins ont été rejetés. |                            |                     |                |        |        |